# Aferim!
Aferim! este un film românesc dramatic istoric, coproducție româno-bulgaro-franco-cehă din 2015, regizat de Radu Jude, premiat la Festivalul de Film de la Berlin cu Ursul de Argint pentru cel mai bun regizor și la Galele Gopo din 2016 în cele mai multe categorii. Scenariul este rezultatul unei colaborări între regizor și prozatorul Florin Lăzărescu, care au introdus în dialoguri și fragmente din numeroase opere literare. Filmările au avut loc în România, Bulgaria și Cehia. Rolurile principale au fost interpretate de actorii Teodor Corban, Mihai Comănoiu și Cuzin Toma.
Acțiunea filmului se petrece în Țara Românească, în prima jumătate a secolului al XIX-lea. Având caracteristicile unui road movie și folosind unele elemente ale westernului clasic, pune în scenă un zapciu și pe fiul său. Aceștia îl caută pe un rob țigan fugit, îl găsesc și îl duc înapoi la stăpânul său, care îl pedepsește cu cruzime.
Filmul este considerat important în cinematografia românească, deoarece abordează chestiunea sclaviei romilor și atrage atenția asupra unor probleme sociale și mentalități cu care societatea românească se confruntă în continuare, precum antițigănismul, printre altele. Datorită subiectului, filmul a fost promovat în Parlamentul European în aprilie 2015, în prezența unui numeros public și a mai multor oficialități, cu ocazia Zilei Internaționale a Romilor.
Primirea critică a filmului a fost în general bună, atât în România, cât și în alte țări. A obținut mai multe premii, dintre care cel mai prestigios este Ursul de Argint pentru cea mai bună regie la Festivalul de la Berlin.

## Prezentare
Acțiunea filmului are loc în anul 1835. Începe cu imaginea zapciului Costandin și a fiului său, tânărul Ioniță, care călăresc pe un teren deluros. Tatăl îi povestește fiului despre grozăviile unei epidemii de ciumă din trecut.
Cei doi întâlnesc o țărancă bătrână care conduce o căruță sărăcăcioasă trasă de un măgar obosit. Costandin o întreabă cine este, dacă și-a plătit birul, și unde merge. Bătrâna își duce bărbatul foarte bolnav la o mănăstire. Zapciul se sperie, gândindu-se că poate bătrânul are ciumă sau holeră, și o amenință pe bătrână cu bătaia, pentru că nu i-a spus asta de la bun început.
Tatăl și fiul ajung la o mănăstire. În curte lucrează câteva zeci de robi țigani cu înfățișare mizerabilă. Cei doi intră în biserică și aprind lumânări, apoi, afară, starețul îi adună pe robi și îi anunță că zapciul îl caută pe un rob pe nume Carfin, care a fugit de pe moșia boierului Iordache Cândescu. Este acolo sora lui Carfin, pe care zapciul o întreabă unde îi este fratele, dar femeia nu știe, căci nu l-a mai văzut de trei ani. Zapciul o trage de păr, dar degeaba. Apoi promite bani celui care îi spune. Un rob zice că fugarul Carfin s-a dus în pădure, la niște țigani zlătari, apoi cere banii, dar nu-i primește.
Costandin și Ioniță fac un popas în pădure, pe malul unui râu. Tatăl ia o gustare, iar fiul exersează lovituri cu sabia, pe care zapciul nu le găsește destul de bărbătești.
Mergând mai departe, ajung la grupul de zlătari. Un tânăr o ia la fugă, iar Ioniță după el călare. Cel dintâi traversează râul înot, dar la mal alunecă înapoi în apă și este prins. Se adeverește că băiatul nu este Carfin, ci face parte din grupul de acolo. Ioniță le citește cu poticneli țiganilor o împuternicire primită de la boier, în care stă scris că zapciul este însărcinat să caute un rob fugit, care a furat și 40 de galbeni. Bulibașa îi întreabă pe oamenii lui, apoi spune că Carfin a fost pe acolo, dar a plecat. Zapciul și Ioniță pornesc mai departe, după ce bulibașa le dă puțin aur. În timp ce călăresc, tatăl își învață fiul că trebuie să se procedeze cu țiganii așa cum au făcut ei mai înainte.
Mergând mai departe, zăresc de departe un preot care șade lângă o căruță. Costandin face un gest de alungare a demonilor, căci, după cum spune, pe lângă popi sunt mulți draci. Ajungând la preot, observă că o roată a căruței a sărit de pe osie, și își oferă cu respect ajutorul. În timp ce lucrează, discută despre cât de mult s-au obrăznicit țiganii și ce se va face țara. Pornind mai departe, toți trei vorbesc despre cât de importantă este credința și faptele bune. Apoi zapciul pune întrebarea dacă țiganii sunt sau nu oameni. Preotul începe o mică expunere. După el, țiganii sunt oameni, fiind creștini, dar evreii nu sunt. Înșiră o mulțime de stereotipuri antisemite și își manifestă ura față de evrei, apoi înșiră și niște stereotipuri despre obiceiurile mai multor neamuri.
Seara, tatăl și fiul ajung într-o pădure și se pregătesc să înnopteze. Șezând lângă foc, Ioniță reflectează la ce a spus popa la biserică, cum că Pământul are sfârșit, că toate au un sfârșit, numai Dumnezeu nu are nici început, nici sfârșit. Zapciul zice că pe el altceva îl apasă pe suflet, că suntem nimic, față de lume numai cât o scânteie din jăratec, apoi cântă o doină scurtă și lăcrimează puțin.
A doua zi dimineața, călărind mai departe, tatăl își întreabă fiul dacă îi place o fată vecină cu ei, Aspra, la care băiatul spune că nu, dar mai degrabă ezită. La aceasta zapciul îl întreabă dacă nu e cumva sodomlean. Ioniță nu cunoaște cuvântul, iar taică-său i-l explică, adăugând că îl omoară cu mâna lui dacă este.
În pădure dau peste o caleașcă zdrobită și niște cadavre despuiate. Costandin bănuiește că a fost o faptă a haiducilor și cei doi pleacă grăbiți de acolo, deși Ioniță spune că a văzut unul din trupuri mișcându-se.
Pe drumul îngust din pădure vine spre ei o caleașcă, cu o viteză atât de mare, încât abia reușesc să se dea în lături din calea ei. Caleașca oprește și vizitiul cu zapciul se înjură. Pornind mai departe, zapciul spune că pasagerul trebuie să fie vreun grec bogat, și își manifestă ura față de el.
Ajung în lunca inundată a unui râu și dau de un om care prinde pește cu mâinile. Se interesează de fugar, dar omul nu știe nimic. Cumpără pește de la el, dar plătesc foarte puțin, spre nemulțumirea omului.
Trec printr-un stufăriș des, și zapciul se plânge de viața lor grea. Îi pare rău că e prea bătrân ca să-l mai ia în armata cea nouă organizată de ruși, dar pe băiat ar putea să-l ia, dacă e vrednic, și ar putea ajunge chiar polcovnic.
Îi ajunge din urmă un alt zapciu cu oamenii lui, le cere împuternicirea și le spune că aceasta nu e valabilă acolo, fiind altă plasă, și să se întoarcă în a lor. Atunci Costandin îi oferă bani, se târguiesc, și până la urmă se înțeleg pentru patru taleri. Zapciul local îi spune chiar unde este și la cine robul fugit, explicându-i și pe unde să meargă.
Cei doi ajung la casa celui indicat de zapciul local, un meșter care face coșuri. Acesta neagă că robul ar fi la el, dar zapciul dă de un copil țigan ascuns sub o covată, apoi, împingându-i cu violență pe ai casei, care protestează, încep să cotrobăie. Ioniță urcă în pod, unde Carfin se repede la el, dar în timpul încăierării cade din pod, este prins și legat. Îl iau cu ei și pe el, și pe copil. Carfin, cu picioarele prinse într-un butuc, este culcat pe burtă pe cal înaintea zapciului, iar copilul șade înaintea lui Ioniță, pe calul acestuia. Copilul spune că a fugit de la un negustor, deoarece acesta îl bătea, iar pe fratele lui mai mare l-a omorât. Costandin hotărăște să facă un ocol ca să-l ducă pe copil înapoi la stăpânul lui, deși copilul îl imploră să n-o facă.
În drum, Carfin spune de ce a fugit. Nu a furat de la boier, ci Elenca, boieroaica, pusese de la o vreme ochii pe el, și o dată a intrat după el în grajd, l-a abordat, iar el nu s-a opus. I-a văzut o slugă și i-a pârât boierului, care a vrut să-l omoare. Ioniță pune la îndoială ce spune, dar Costandin consideră că e posibil, căci știe că femeia a mai avut aventuri amoroase.
Din sens opus vine o caleașcă și se oprește. Cu ea călătorește un negustor turc. Are loc un dialog în limba turcă între el și zapciu. Înainte de a se despărți, turcul îl servește pe Ioniță cu halva. După aceea, Costandin spune că turcul s-a interesat de drumul către o localitate, iar el i-a indicat o direcție falsă și speră că pe drum o să-i vină de hac haiducii, căci el îi urăște pe turci.
Ieșind din pădure, se opresc și culeg zmeură. Îi dau și copilului. În același timp, Costandin se răzgândește. Hotărăște să nu mai facă ocolul prevăzut, ci să-l vândă pe copil într-un iarmaroc care tocmai se ține în apropiere. Copilul îl imploră ca mai bine să-l ia la el.
Mai departe pe drum, Carfin spune că a dus-o bine cândva. Era robul unui boier la București, îngrijea de caii acestuia și a umblat cu el prin Europa Occidentală, trecând prin Viena, Lipsca și Paris, dar mai târziu l-au dăruit, apoi l-au vândut, și până la urmă a fost cumpărat de boierul Cândescu. Ioniță și tatăl lui se interesează cum este lumea și orașele acelea. În ochii lui Carfin, lumea era frumoasă și mare, și vorbește despre mărimea, palatele, mulțimile și frumusețile orașelor, în contrast cu ceea ce este în Țara Românească. Apoi Carfin se roagă să-l lase liber, la care zapciul spune că nu poate, dar că îi va spune boierului că nu Carfin este vinovat, și atunci boierul o va închide pe nevastă-sa într-o mănăstire, iar pe el nu-l va omorî, ci doar va pune să-l bată puțin.
La iarmaroc, mai întâi se opresc înaintea unui teatru de păpuși, unde spectatorii se distrează la vederea unor scene violente. O familie de țigani liberi se oferă ea însăși spre vânzare, căci flămânzește. Zapciul îi împinge mai în spate și îl pune în vânzare pe copil. Acesta trebuie să-și facă reclamă el însuși, strigând că este harnic și ascultător. Vine un negustor care îi cercetează dinții, îl pune pe o balanță ca să-l cântărească și se târguiește îndelung cu zapciul înainte de a-l cumpăra. Acesta trebuie să lase din preț; căci nu are acte pentru copil. Înainte de a pleca mai departe, Ioniță se urcă pe o roată și se distrează.
Seara ajung la un han mizerabil. Mănâncă și beau. Îi dau și lui Carfin câteva bucăți și un pic de vin. Cântă lăutari, sunt mulți mușterii care se distrează. Zapciul tușește, și Ioniță constată că e bolnav. Zapciul se arată resemnat, spunând că vremea lui a trecut, apoi amintește cu nostalgie de tinerețea lui, când era printre pandurii lui Tudor Vladimirescu, răpeau vaci prin sate, le frigeau și chefuiau, omorau ciocoii și făceau prăpăd prin femei. Apoi cântă un cântec despre caracterul trecător al vieții omului și zădărnicia ei.
Este acolo și un bărbat cu îmbrăcăminte occidentală, cu care niște mușterii se ceartă, și despre care spun că e un călător englez. Un negustor face o previziune despre ce va fi în țară când se vor uni desculții, cărturarii și ciocoii cei noi, ca să se îmbogățească pe spinarea celor ca el.
Zapciul îi cere hangiului o prostituată căreia i-l încredințează pe fiul său, ca să-l dezvirgineze. Apoi discută cu Carfin despre Ioniță și îl întreabă dacă are și el copii, la care acesta își exprimă speranța că va avea. Când revine fiul, merge și el cu prostituata și doar începe contactul cu ea, căci îl apucă tusea.
Tatăl, fiul și Carfin se culcă pe jos în încăperea mare a hanului, în care mai dorm și alți mușterii. Îi deranjează șobolani și păduchi. Înainte de a dormi, Ioniță îl întreabă pe zapciu dacă n-ar putea să-l lase liber pe Carfin, căci doar nu e vinovat. Tatăl răspunde că asta nu e treaba lor. El e om care respectă legile, cinstit, nu ca alți zapcii care sunt complici ai hoților. El e și omenos, nu bate pe nimeni fără motiv. Dacă ei nu sunt drepți, atunci se duce de râpă poporul român. Dar să-l lase liber pe Carfin și să spună că nu l-au găsit, nu se poate, căci s-ar face de râs și nici bani n-ar primi, iar punga lor este goală.
Dimineața, pe Ioniță îl doare capul. Carfin se oferă să-i descânte și i se permite, apoi își continuă drumul. Trec printr-o pădure excesiv de rărită prin tăieri și foc. În legătură cu prăpădul făcut de oameni, zapciul se întreabă dacă cei care vor trăi peste 100-200 de ani își vor aminti de ei ca de unii care le-au ușurat drumul în viață, sau îi vor înjura.
Carfin îl roagă pe zapciu să-i vorbească boierului în apărarea lui, iar Costandin se jură pe sufletul lui Ioniță că o va face, și că Carfin va scăpa numai cu o bătaie. Mai spune că țiganii o duc bine acum, căci în trecut se întâmpla ca domnitorul să-i pună pe unii să se urce într-un copac și îi vâna.
Ajungând în apropierea târgului de destinație, îl dau jos pe Carfin de pe cal, și zapciul călare îl trage după el legat de mâini cu o funie. Intră în curtea conacului boieresc, unde stau niște țărani așteptându-l pe boier, care nu e acasă. Slugile îl înjură pe Carfin, una îl și lovește, căci de când a fugit n-au mai avut viață cu boierul.
Costandin urcă la etajul conacului, unde stă boieroaica culcată. Încearcă să-i vorbească în favoarea lui Carfin, dar ea ocolește subiectul, spunându-i că boierul a bătut-o foarte tare și că ea vrea să facă plângere pentru asta la mitropolit, dar nu poate, căci boierul o ține închisă. Zapciul îi răspunde că așa e legea dintotdeauna, ca bărbatul să-și bată nevasta cu măsură. Apoi aduce din nou vorba despre Carfin, spunând că mitropolitul n-o să-i dea ei dreptate, fiind vinovată de adulter. Despre asta, femeia vrea să vorbească numai la judecată. După zapciu, până la judecată boierul îl poate omorî pe Carfin, și astfel femeia și-ar lua asupra ei un păcat mare. Boieroaica este de acord ca zapciul s-o învinuiască pe ea în fața boierului în apărarea lui Carfin, iar Costandin promite că îi va vorbi boierului și în interesul ei.
Vine boierul, îi plătește zapciului pentru serviciu și îi dă un act despre preluarea robului. Costandin îi spune ceva în apărarea lui Carfin, dar boierul nici nu vrea să audă despre asta. Pune să se adune slugile și robii în curte, trimițând și după boieroaică. Nevasta lui Carfin îl imploră să-l ierte pe acesta. Slugile îl țin pe Carfin, care strigă disperat că nu e vinovat. Cucoana Elenca încearcă să-l apere, spunând că ea e vinovată. Mai face și zapciul o încercare, dar boierul îl lovește. El însuși vrea să-l castreze pe Carfin cu cuțitul lui. Un țăran îi înmânează cu solicitudine o foarfecă de tuns oile, și boierul o folosește pe aceasta. În timp ce Carfin se zvârcolește urlând, boierul aruncă testiculele către nevastă-sa. Le spune robilor să le fie pildă pedeapsa dată lui Carfin. Îi poruncește șefului slugilor să-l poarte pe Carfin prin târg, ca să vadă toți locuitorii cum l-a pedepsit, iar pe nevasta lui să o ducă la București și s-o schimbe cu altă roabă.
Costandin și Ioniță pleacă abătuți. Băiatul e foarte tulburat, și tatăl caută să-l liniștească, spunându-i să fie bărbat, să nu-i fie milă de un țigan, căci așa e lumea, iar ei nu pot face nimic. Mai spune că băiatul o va duce bine în armată. După unul sau două războaie cu turcii sau cu rușii va fi bărbat adevărat, va lua de soție o fată frumoasă, va face trei fii și două fiice, căci nu se știe câți vor rămâne în viață. Unuia din fii să-i dea neapărat numele de Costandin. Ioniță va fi polcovnic. Viața va fi mult mai bună, iar ei se vor odihni.

## Rolurile cele mai importante
- Teodor Corban: Costandin, zapciu
- Mihai Comănoiu: Ioniță, fiul lui Costandin
- Cuzin Toma: Carfin, țigan rob
- Alberto Dinache: Țintiric, copil rob
- Alexandru Dabija: boierul Iordache Cândescu
- Mihaela Sîrbu: doamna Elenca, soția boierului
- Alexandru Bindea: preot
- Victor Rebengiuc: Stan, meșter care face coșuri
- Luminița Gheorghiu: soția lui Stan
- Mihaela Drăgan soția lui Carfin

## Interpretări și critici
Unul din mesajele filmului este că mentalitățile din prezent își au rădăcinile în trecut și se moștenesc din generație în generație. Aceste mentalități se văd în toate întâmplările filmului, precum și în ceea ce spun unele personaje. Costandin se întreabă dacă țiganii sunt oameni sau un fel de maimuțe. După preotul cu care se întâlnesc, țiganii trebuie să fie robi, pentru că și în Egipt, de unde vin, erau la fel, ei au construit piramidele ca sclavi. Mai trebuie să fie robi și pentru că nu pot gândi singuri, de aceea trebuie bine ținuți în frâu. În ochii aceluiași preot, numai evreii nu sunt oameni. Beau sânge de copii creștini, pentru că Dumnezeu, înainte de a crea oamenii, a creat evrei uriași, apoi, văzând că a greșit, i-a ucis, dar câțiva au scăpat, au devenit tot mai mici și s-au înmulțit. De aceea nu-i pot suferi pe oameni, pe creștini, de aceea l-au omorât pe Isus, și de aceea nu-i poate suferi preotul. Chiar și dacă se creștinează, tot evrei rămân. Mai susține și că fiecare neam are o anumită menire în lume: evreii pentru înșelătorie, turcii pentru blestemății, românii pentru muncă, iubire și suferință creștinească. Reduce și unele popoare la câte un obicei: israeliții citesc mult, grecii vorbesc mult, turcii au multe neveste, arabii au mulți dinți, nemții fumează mult, ungurii mănâncă mult, rușii cântă și beau mult, englezii gândesc mult, francezii inventează multe mode, armenii lenevesc mult, cerchezii poartă șireturi multe, italienii mint mult, sârbii macină mult.
Corupția este de asemenea o tradiție veche. Costandin nu are dreptul să caute robi fugiți în alte plase, dar dacă îl mituiește pe zapciul local, poate s-o facă.
Disprețul pentru femei ca ființe cu creier mai mic decât al bărbaților există și în secolul al XXI-lea. În vremea filmului, legea mai prevedea baterea lor în unele cazuri.
Homofobia este și ea prezentă în film, reieșind din activitatea educativă a tatălui.
În film se pune un accent deosebit pe reprezentarea relațiilor de putere care domneau în societatea vremii. Boierul este stăpân absolut pe moșia lui, faptele sale sunt ilegale, dar el nu ține seama de legi. Și soarta zapciului depinde de el. Îi poate teroriza pe țărani, care sunt foarte săraci în majoritatea lor. Pe treapta cea mai de jos a scării sociale sunt robii. Pe ei îi disprețuiesc și iobagii. Această societate este dominată de violență și de acceptarea acesteia. Zapciul l-ar omorî pe fiul său dacă acesta ar fi homosexual, hangiul ar tăia picioarele robului fugit, spectacolul teatrului de păpuși este plin de scene violente care îi distrează pe spectatori, boierul își bate soția cu cruzime, țăranul contribuie cu o foarfecă la pedepsirea lui Carfin, iar actul acesta este de o cruzime deosebită.
Filmul a avut parte și de critici negative din cauza modului de prezentare a aspectelor de mai sus. De exemplu Dinu Pop (Adevărul) consideră că, pe lângă meritele artistice ale filmului, eroarea acestuia este că înglobează ideologie în mod forțat, propagandistic, își exprimă schematic mesajul despre situația țiganilor și a femeilor, iar prezentarea preotului antisemit este o caricatură neverosimilă. Mai critică și faptul că filmul prezintă numai o imagine negativă, nu apar în el aspirațiile progresiste ale intelectualilor epocii, și nici începuturile modernizării.
Critica a relevat și caracterul de road movie al filmului, legat de una din temele sale, anume procesul de învățare prin care trece tânărul Ioniță. Îl formează și realitatea pe care o experimentează, și învățăturile tatălui său, care vrea să facă din el un bărbat dur, în spiritul vremii, dar îi transmite și prejudecățile, contradicțiile și compromisurile sale. Băiatul mai are încă destulă omenie. Îi vorbește tatălui său în interesul lui Carfin și al copilului, dar fără nicio șansă.
Filmul a fost asemănat și cu westernurile clasice, anume cele cu vânătoare de evadați. După Cristian Tudor Popescu (Gândul), deși are elemente caracteristice pentru acestea, nu este totuși de tip western, deoarece nu are nici un personaj erou.
Același critic remarcă faptul că din film se degajă o moralitate socială ce poate fi identificată ca etern românească. Costandin are o oarecare doză de omenie, încercând să-l salveze pe Carfin, dar, în ciuda faptului că este omul legii, minte, înșală, dă mită, înjură, bate oameni săraci, încalcă legea, sărută mâna boierului, și în același timp se crede și se afirmă cinstit, un exemplu demn de urmat de fiul său.
Conform mai multor critici, Aferim! este până la el singurul film istoric românesc bun, deoarece nu înfrumusețează istoria, așa cum făceau filmele lui Sergiu Nicolaescu, de exemplu, în timpul comunismului naționalist. Prezentarea epocii și a regiunii poate fi simțită ca autentică datorită decorurilor și costumelor, bazate pe studierea minuțioasă a multor documente istorice, precum și consilierului istoric Constanța Vintilă-Ghițulescu, deși este în mod necesar artificială. Este prezent plurilingvismul de atunci al regiunii: graiurile locale românesc și țigănesc, limba turcă. Însă filmul este alb-negru, pe de o parte pentru a accentua caracterul artificial al reconstituirii epocii, pe de altă parte pentru a evita pitorescul. Contribuie la sentimentul autenticității și limbajul personajelor. Pentru aceasta, scenariștii au folosit opere literare din secolul al XIX-lea, din care au preluat proverbe, zicători, și alte fraze complete. Unele cuvinte, spectatorul actual nu le înțelege, dar le poate simți muzicalitatea, iar aceste cuvinte nu împiedică înțelegerea globală. Arhaismele se amestecă cu cele mai vulgare cuvinte, insulte și înjurături care trăiesc și în secolul al XXI-lea. Lui Angelo Mitchievici (România literară) acest limbaj îi amintește de Decameronul lui Giovanni Boccaccio și de operele lui François Rabelais. Filmul este dramatic, dar în limbaj sunt cuprinse și elemente umoristice.
Pe lângă scenariu și regie, critica apreciază în general și jocul personajelor principale și al unora secundare, munca operatorului, precum și costumele și decorurile.

## Curiozități
Aferim este varianta folosită în Țara Românească, în prima jumătate a secolului al XIX-lea, a cuvântului turcesc aferin „bravo”.
În film sunt și personaje care nu sunt jucate de actori profesioniști, și critica a apreciat și performanța acestora. Astfel este boierul, jucat magistral după Péter Demény (Kellék), de către regizorul de teatru Alexandru Dabija. Copilul Țintiric este jucat de Alberto Dinache, descoperit de Radu Jude într-o școală din București.
Teodor Corban, moldovean, mărturisea că nu i-a fost ușor să joace rolul zapciului în graiul muntenesc.
Scenariul cuprinde nu numai fragmente din opere literare ale epocii, ci, de pildă, ultima propoziție rostită în film este „și-o să ne odihnim și noi”, după ultima din piesa Unchiul Vania de Anton Pavlovici Cehov.
Muzica din film nu este una de fond, ci cântă în el formația de muzică tradițională Trei parale cântece notate în epocă de către Anton Pann.

## Premii
- 2015
  - Ursul de Argint pentru cea mai bună regie la Festivalul Internațional de Film de la Berlin[30]
  - Premiul cel mare al orașului Lisabona și Premiul Canais TVCine & Séries la Festivalul Internațional Independent IndieLisboa[31]
  - Premiul Bayard D'Or pentru cea mai bună imagine la Festivalul Internațional Francofon de la Namur[32]
  - Premiile UCIN[32]:
    - premiul special al juriului
    - pentru cea mai bună imagine
    - pentru cele mai bune decoruri

  - Premiile Asociației criticilor de film: Diploma pentru cel mai bun film al anului[32]
- 2016 – Premiile Gopo – pentru[33]:
  - cel mai bun film
  - cel mai bun regizor
  - cel mai bun scenariu
  - cel mai bun actor într-un rol principal (Teodor Corban)
  - cel mai bun actor într-un rol secundar (Alexandru Dabija)
  - cea mai bună actriță într-un rol secundar (Mihaela Sîrbu)
  - cea mai bună imagine
  - cel mai bun montaj
  - cel mai bun sunet
  - cele mai bune decoruri
  - cele mai bune costume